# خالد الدوسري (لاعب كرة قدم مواليد 1986)
خالد الدوسري (مواليد 23 مايو 1986) هو لاعب كرة قدم سعودي.

## مسيرة اللاعب
كانت بداياته مع نادي هجر و لعب بعدها لأندية الفتح والعدالة وأحد والعروبة والنهضة و وقع مع نادي الشعلة ونادي الطائي ونادي الروضة ونادي النجمة.

## وصلات خارجية
- خالد الدوسري على موقع Soccerway.com (الإنجليزية)
- خالد الدوسري على موقع كووورة